# Demografia Slovaciei
Majoritatea locuitorilor Slovaciei sunt de naționalitate slovacă (86%). Cea mai mare minoritate etnică este cea a maghiarilor din Slovacia (8,5%), care sunt concentrați în sudul și estul țării, la frontiera cu Ungaria. Celelalte grupuri etnice cuprind țiganii, cehii, rutenii,  ucrainenii, germanii și polonezii.
Structura confesională, conform recensământului din 2001, era următoarea:
- Biserica Romano-Catolică: 68,9%,
- Biserica Luterană CA: 6,9%,
- Biserica Greco-Catolică din Slovacia: 4,09%,
- Biserica Reformată: 2,04%,
- Biserica Ortodoxă din Slovacia: 0,94%.

12,9% din totalul locuitorilor s-au declarat fără confesiune, iar 2,99% nu au dorit să-și declare apartenența religioasă.
Rata natalității: 10,65‰
Rata natalității: 9,45‰
Rata fertilității: 1,33 copii născuți/femeie